# Matuska János
Matuska János (Knyazsa (Árva megye), 1815. október 24. – Székesfehérvár, 1888. április 15.) teológiai doktor, székesfehérvári kanonok.

## Élete
Matuska József és Paulik Ilona polgári szülők fia. A gimnáziumot Rózsahegyen és Gyöngyösön (a magyar nyelv megtanulása végett) végezte, a bölcseletet és a három évi jogi tanfolyamot a pesti egyetemen hallgatta. 1837-ben a székesfehérvári papnevelőbe vétetett fel; a teológiát a Pázmány-intézetben tanult Bécsben; onnét visszatérve 1841. augusztus 7-én miséspappá szenteltetett fel és augusztus 19-én tanulmányi felügyelő és bölcseleti tanár lett. Miután a pesti egyetemen teológiai vizsgáit letette, 1843. augusztus 23-án Érdre, majd 1844-ben Ercsénybe küldetett segédlelkésznek. 1846. május 13-án teológiai doktori oklevelet nyert. 1847. szeptember 4-én a székesfehérvári plébánia adminisztrátora lett, egyszersmind teológiai tanár volt a szemináriumban. 1851. május 7-én szentszéki ülnök, május 8-án a papnevelő vicerektora lett. 1863. március 29-én kanonokká neveztetett ki. 1864. március 21-én pedig az összes egyházmegyei iskolák felügyelője lett. 1867. április 5-én a püspöki iroda igazgatója, október 3-án a szeminárium rektora lett és mint teológiai tanár 1873-ig működött. 1873. június 27-én budai főesperessé és préposttá, 1876. július 18-án székesfehérvári főesperessé nevezték ki. Kegyalapítványi gondnok és zsinati vizsgáló is volt.

## Munkái
- Theses ex universat theologia ... Budae, 1846. (A lelkipásztorságból magyarul).
- Közös vagy tisztán katholikus elemi iskoláink legyenek-e. Uo. 1869.